# Ford Fusion Hybrid
O Fusion Hybrid é um automóvel híbrido grande da Ford movido a gasolina e electricidade, que foi lançado nos Estados Unidos em março de 2009 como modelo 2010, simultâneamente com seu gêmeo, o Mercury Milan Hybrid. O Fusion Hybrid é fabricado na planta da Ford localizada em Hermosillo, México.
A segunda geração foi lançada nos Estados Unidos em outubro de 2012 como modelo 2013. O nova linha Fusion, além de uma apariencia completamente renovada, oferece três opções de motor, gasolina convencional, uma nova plataforma híbrida e uma versão híbrida plug-in, o Ford Fusion Energi.

## Tecnologia

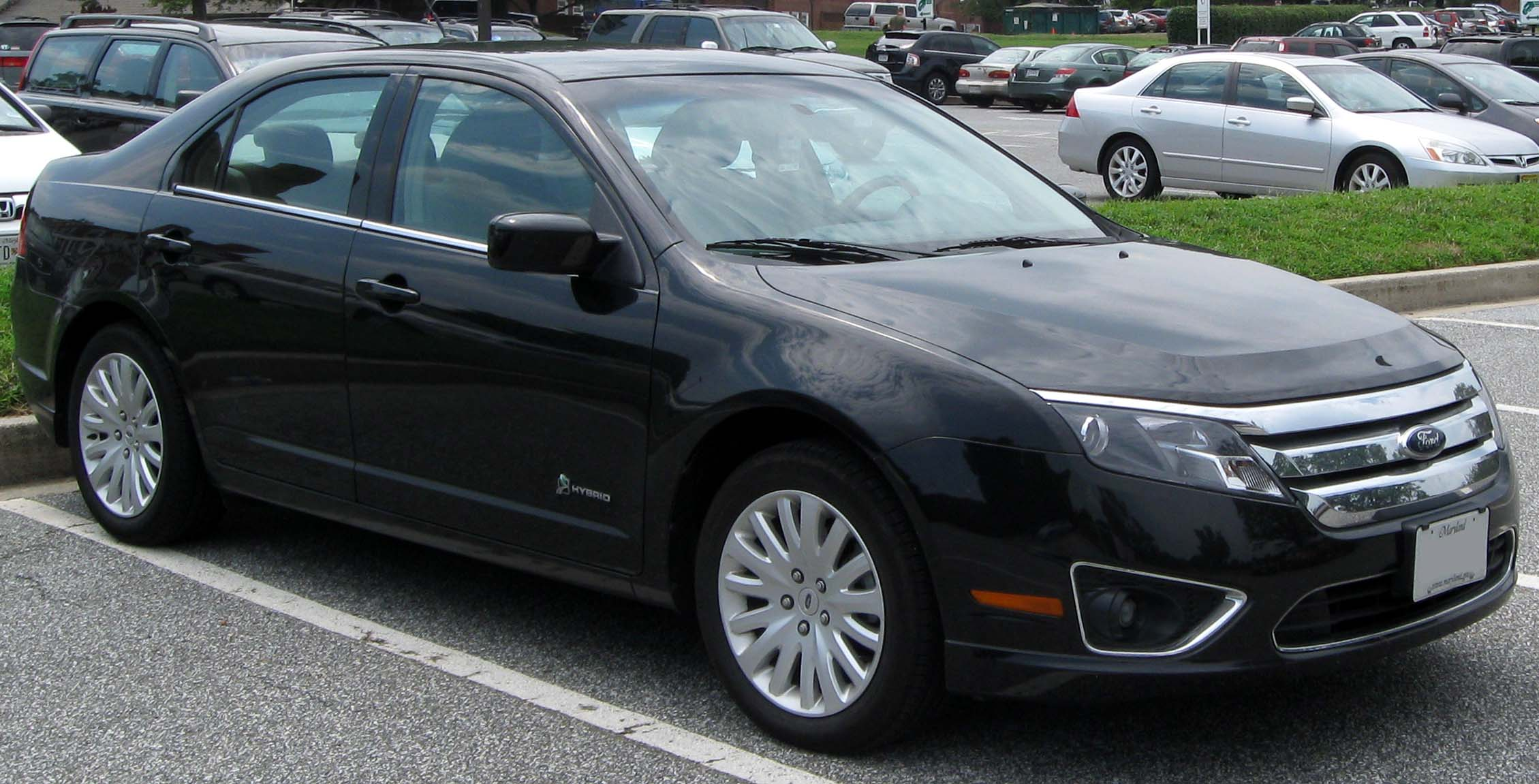
Primeira geração do Ford Fusion híbrido

O Ford Fusion Hybrid compartilha a mesma plataforma e sistema de transmissão do Mercury Milan Hybrid e do Lincoln MKZ Hybrid, e atingem a mesma economia de combustível.
O Fusion híbrido está equipado com dois motores, um motor propulsor a gasolina e um motor elétrico a bateria acoplado a um gerador. A tração elétrica é usada na partida e o motor a combustão entra em ação automaticamente quando o veículo aumenta a velocidade ou é preciso recarregar a bateria. Os freios regenerativos também recuperam energia. Em modo elétrico (modo EV) o Fusion pode atingir uma velocidade de até 75 kph e tem uma autonomia de até 3,2 quilômetros impulsado exclusivamente pelo motor elétrico. O motor a gasolina de 2.5 litros capaz de desenvolver 158 cavalos a 6.000 rpm e o elétrico de 36 cavalos de potencia, e conta com um cambio continuamente variável (CVT) que potencializa ainda mais a redução de seus níveis de consumo. Combinados, os dois propulsores entregam até 193 cv, permitindo que o Fusion vá de 0 a 100 km/h em 9,1 segundos. Em trâfego urbano, um tanque cheio permite uma autonomia de até 1 126 quilômetros (700 mi).

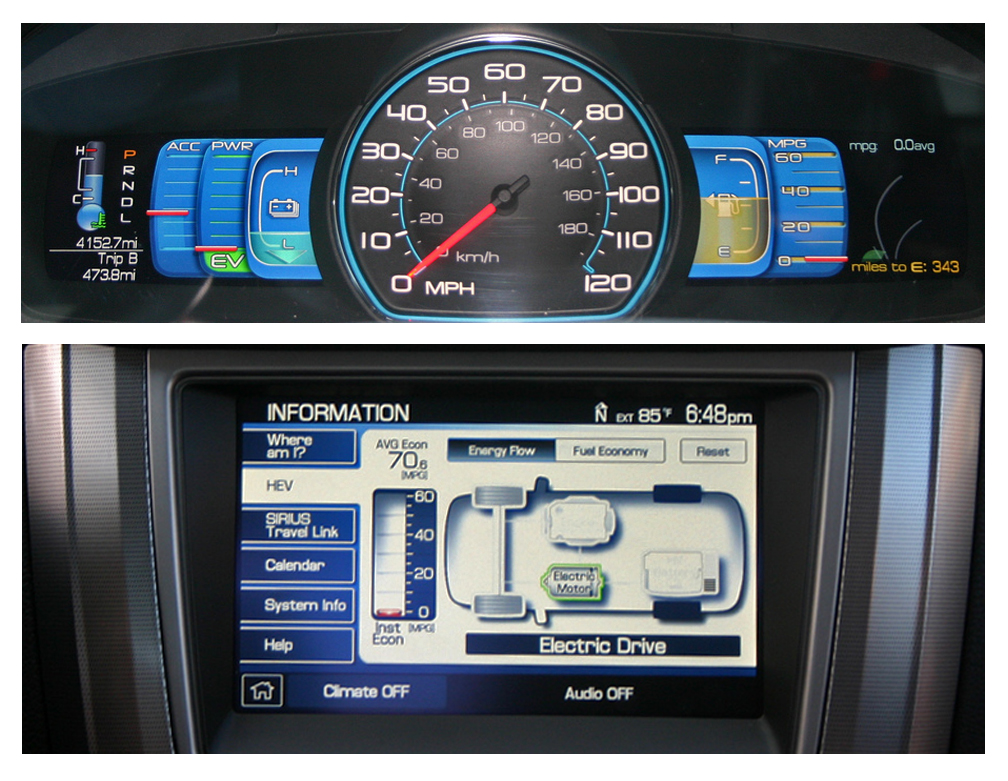
O panel digital do Fusion Hybrid mantém os registros das melhorias atingidas no estilo "eco-driving" (acima) e do tipo de propulsão que está sendo ulizado pelo veículo (abaixo).

A Agência de Proteção Ambiental dos Estados Unidos (U.S. EPA) certificou a economia de combustível do Fusion Hybrid 2010 en 17,3 kms/litro (41 mpg) em rodovia e 15,2 kms/litro (36 mpg) em cidade. Entre os automóveis híbridos disponíveis no mercado americano somente é superado pelo Toyota Prius modelos 2009 e 2010.

## Estados Unidos
Durante os nove meses que o Fusion Hybrid esteve disponível nos Estados Unidos em 2009, foram vendidos 15.554 unidades e o Milan Hybrid vendeu 1.486 veículos. Em Agosto de 2010 o Ford Fusion Hybrid acumulou vendas no mercado americano de 30.158 unidades, e nesse mes tornou-se o segundo automóvel híbrido mais vendido de 2010 depois do Toyota Prius, com vendas de 14,604 veículos, superando o Honda Insight, o Toyota Camry Hybrid, o Nissan Altima Hybrid e o Honda Civic Hybrid.
Em 2010, o Fusion Hybrid ganhou o prêmio do Melhor Carro do Ano de América do Norte de 2010, anunciado no North American International Auto Show in Detroit.

## Brasil

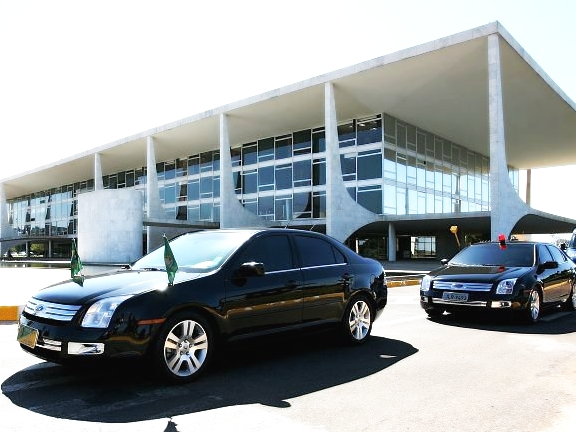
Um Fusion Hybrid doado pela Ford foi O Carro Presidencial do Brasil em 2010.

A versão brasileira do Fusion Hybrid foi apresentada no Salão do Automóvel de São Paulo em outubro de 2010. As vendas começaram em novembro de 2010 a um preço de R$133.900, a um custo cerca de R$ 50 mil mais caro que o versão a gasolina. Importado do México, o funcionamento do motor e sistemas de combustível do Fusion Hybrid tem sido testados com as misturas de etanol E20 a E25 usadas no Brasil.
O Fusion Hybrid foi o segundo automóvel híbrido a ser vendido no Brasil depois do Mercedes-Benz S400, mas o Fusion Hybrid é o primeiro modelo do tipo híbrido completo, já que no S400 o motor elétrico não pode sozinho movimentar o carro.
Em novembro de 2010 a montadora Ford entregou em regime de comodato um Fusion Hybrid para uso como Carro Presidencial do Brasil. Até julho de 2011, o Fusion híbrido tinha vendido somente 10 unidades no Brasil.

## Segunda geração

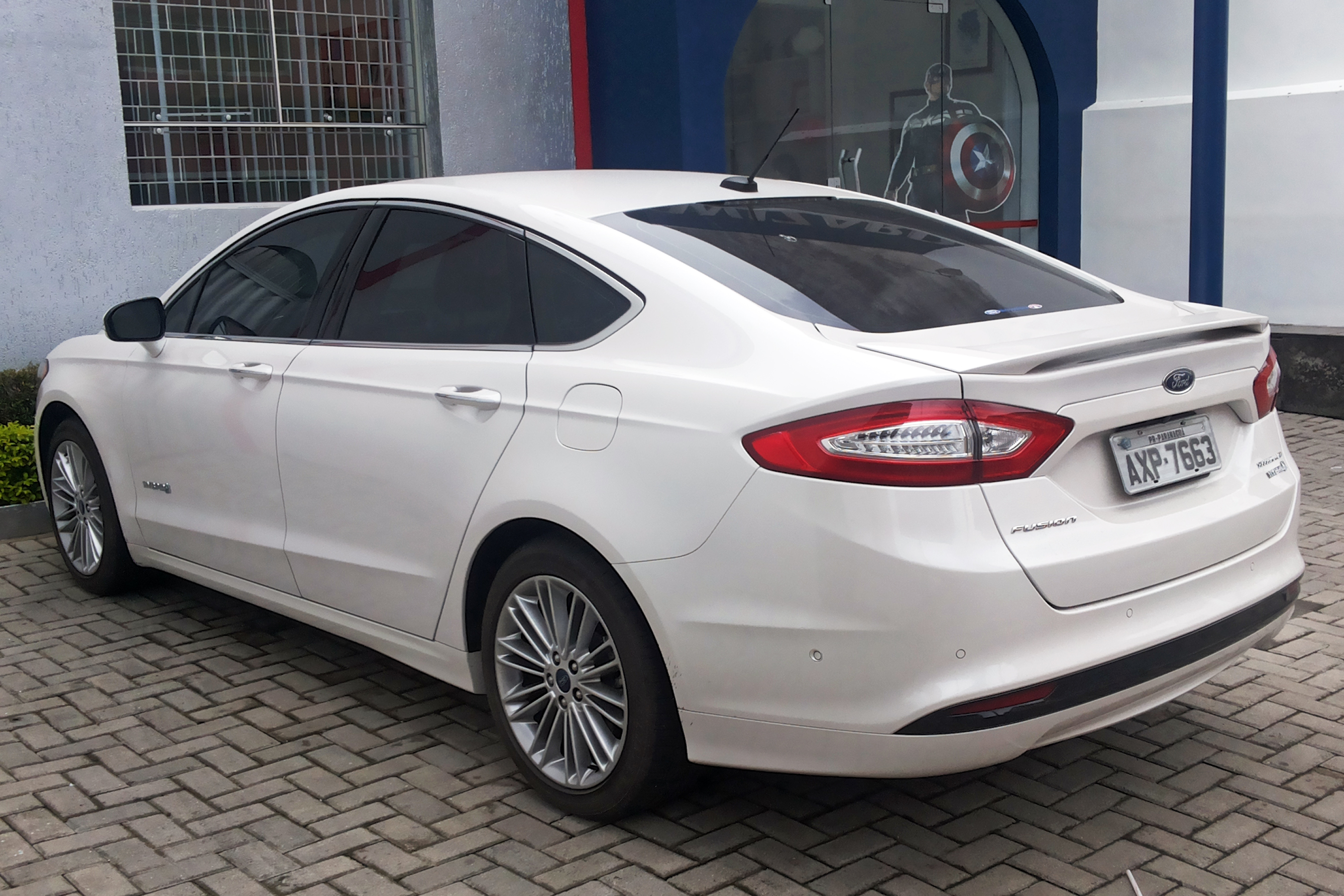
Ford Fusion Hybrid Titanium segunda geração

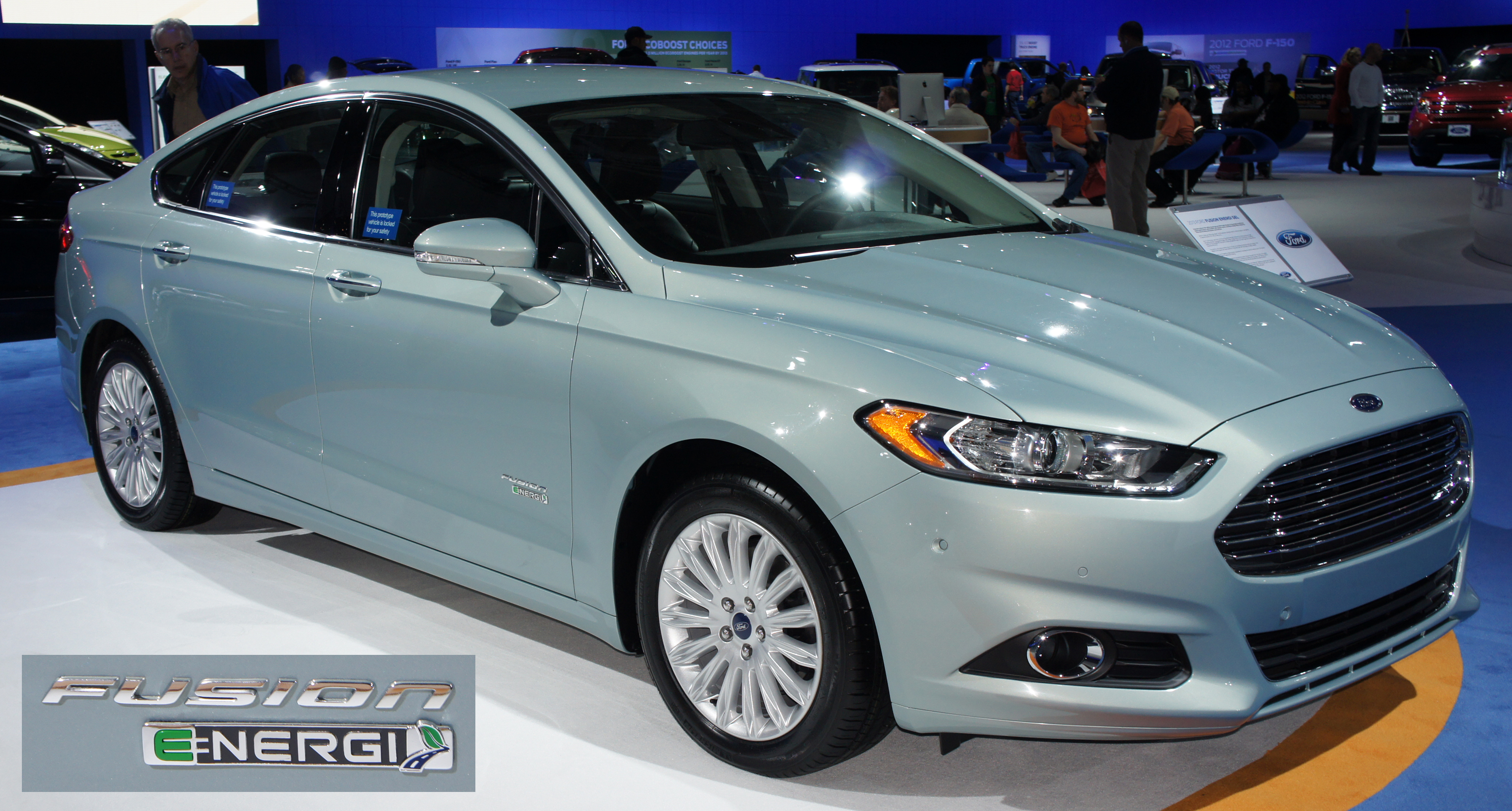
O Ford Fusion Energi é a versão híbrido plug-in da segunda geração.

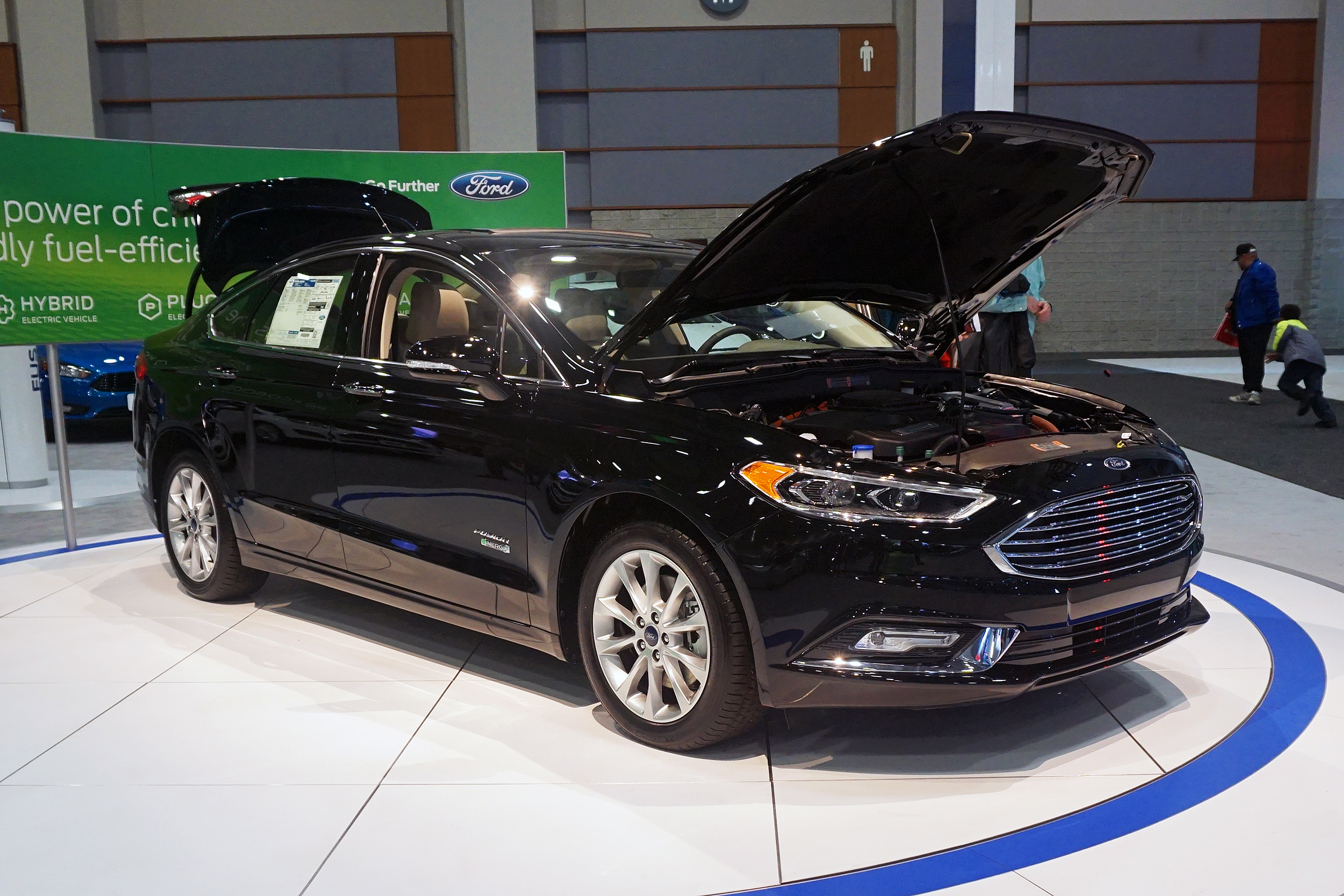
Ford Fusion Energi 2017

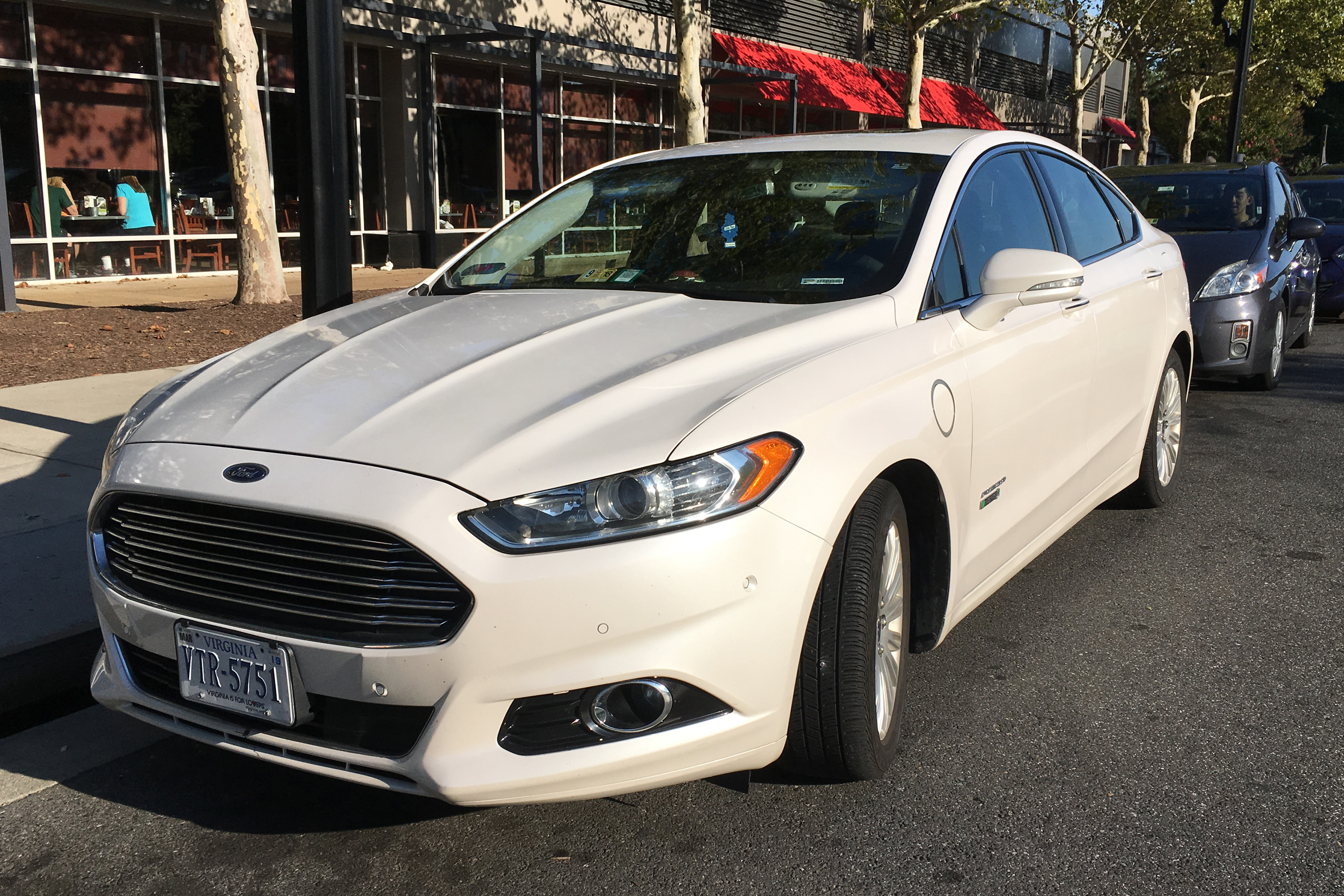
Ford Fusion Energi

A segunda geração foi lançada nos Estados Unidos em outubro de 2012 como modelo 2013. O nova linha Fusion, além de uma apariencia completamente renovada, oferece três opções de motor, gasolina convencional, uma nova plataforma híbrida e uma versão híbrida plug-in, o Ford Fusion Energi. O Energi plug-in foi lançado em janeiro de 2013.
Híbrido convencional
O Fusion Hybrid 2013 é mais eficiente que a geração anterior, e a Agência de Proteção Ambiental dos Estados Unidos (EPA) certificou a economia de combustível em 47 mpg, com a mesma eficiencia para os ciclos combinado, cidade e estrada. Esta economia de comustível é a mesma atingida pelo Ford C-Max Hybrid 2013, devido a que os dois modelos usam o mesmo sistema de propulsão.
Fusion Energi
O Fusion Energi 2013 tem uma autonomia elétrica certificada pela EPA de 34 km (21 mi) e uma autonomia total com tanque cheio de gasolina e bateria totalmente recarregada de 992 km (620 mi) segundo a EPA. A EPA certificou a economia de combustível do Energi em modo elétrico em 100 mpg equivalente (MPG-e) ou 2.4 L de gasolina equivalente/100 km. A economia de combustível do Fusion Hybrid é a mesma do plug-in Ford C-Max Energi 2013. Operando em modo híbrido, o Energi foi certificado pela EPA com uma economia de combustível de 43 mpg, 44 mpg em cidade e 41 mpg em estrada.